# Point Blank - Appuntamento con la morte
Point Blank - Appuntamento con la morte (Point Blank) è un film del 1998 diretto da Matt Earl Beesley.

## Trama
Il criminale Howard pianifica un'evasione dalla prigione con altri sei detenuti. Una volta evasi, prendono d'assalto un centro commerciale, prendendo in ostaggio un gruppo di acquirenti. L'ex poliziotto Rudy Ray affronterà a modo suo i rapitori.